# Tupua Tamasese Lealofi III

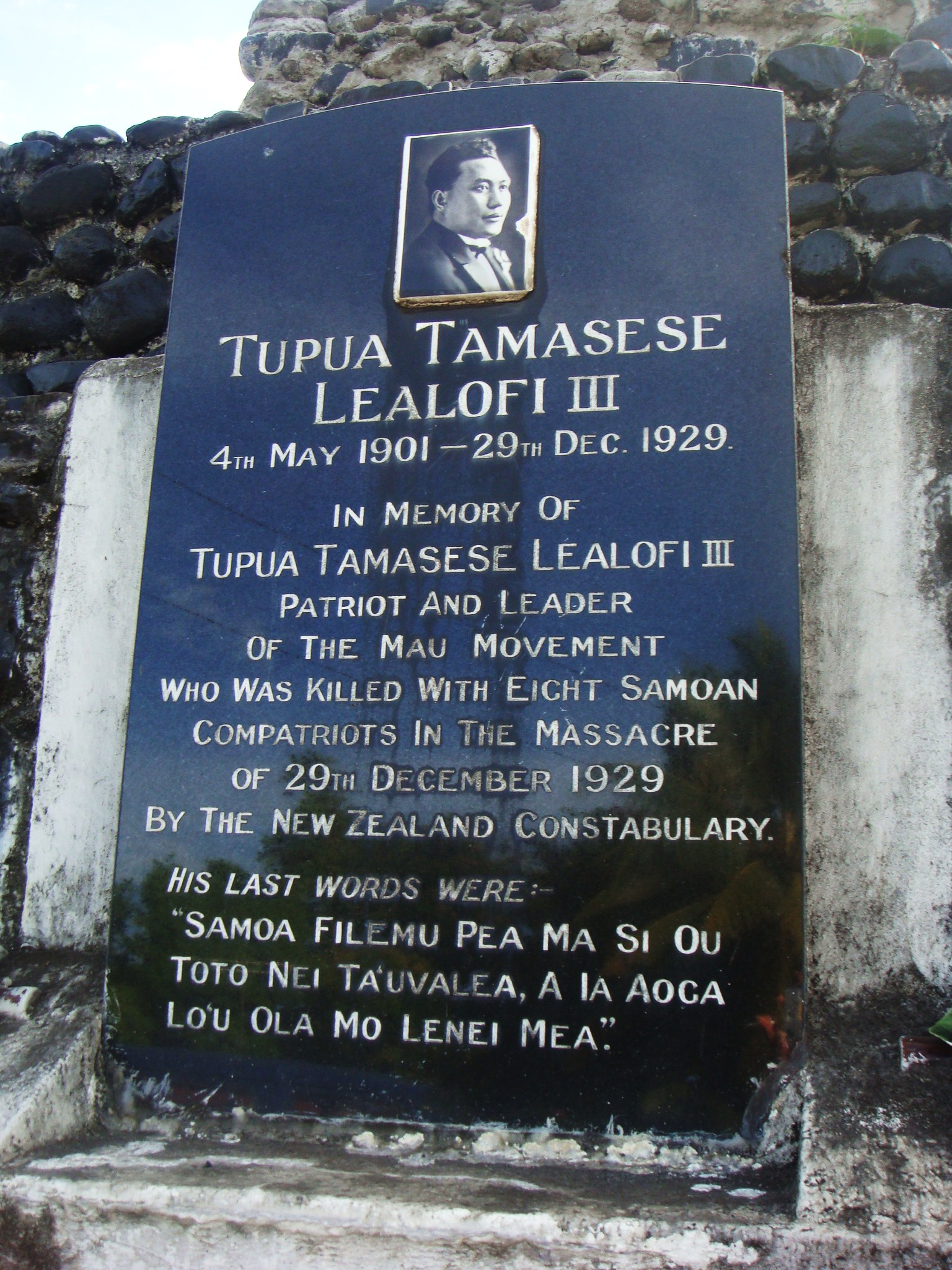
Pierre tombale de Tupua Tamasese Lealofi III

Tupua Tamasese Lealofi III (4 mai 1901-29 décembre 1929) est le fils de Tupua Tamasese Lealofi I et Vaaiga. Marié à Alaisala, il succède à son frère Tupua Tamasese Lealofi I au titre de tama 'aiga au décès de celui-ci en 1918. S'engageant auprès du Mau Movement, il est tué le 28 décembre 1929 le jour du "Black Saturday" par l'armée néo-zélandaise. Son frere Tupua Tamasese Mea'ole lui succède. 